# Mr. Lucky (Chris Isaak)
Mr. Lucky è il decimo album in studio del musicista statunitense Chris Isaak, pubblicato nel 2009.

## Tracce
Testi e musiche di Chris Isaak, eccetto dove indicato.
1. Cheater's Town – 3:37
2. We Let Her Down – 3:21
3. You Don't Cry Like I Do – 4:11
4. We've Got Tomorrow – 2:22
5. Breaking Apart (duetto con Trisha Yearwood) – 3:39 (Chris Isaak, Diane Warren)
6. Baby Baby – 3:15
7. Mr. Lonely Man – 2:41
8. I Lose My Heart (duetto con Michelle Branch) – 2:57
9. Summer Holiday – 3:05
10. Best I Ever Had – 4:11
11. We Lost Our Way – 3:38
12. Very Pretty Girl – 4:20
13. Take My Heart – 2:23
14. Big Wide Wonderful World – 4:04